# Peter Clinch
Pour les articles homonymes, voir Clinch.
Peter Clinch (1753-17 juillet 1816 est un militaire et un homme politique néo-brunswickois d'origine irlandaise. Il représente Charlotte à l'Assemblée législative du Nouveau-Brunswick de 1785 à 1795.
Il étudie au collège Trinity de Dublin et s'établit aux États-Unis avant la révolution américaine. Il est Loyaliste et lieutenant dans le Royal Fencible Americans durant la révolution. Il est l'un des fondateurs de Saint-George, au Nouveau-Brunswick, en 1783. Il reçoit le titre de propriété de ses terres en 1784. Il devient magistrat et organise une compagnie de milice. Il meurt à Saint-George.
Son fils Patrick Clinch a aussi représenté Charlotte à l'Assemblée législative.